# Гордон М. Хан
Гордон М. Хан — американский политолог и геополитический исследователь, специализирующийся на исламе и политике в России и Евразии, международных отношениях и терроризме в Евразии. Писатель, является автором нескольких книг и ряда исследовательских статей о России, террористической организации Имарат Кавказ и о чеченских моджахедах в Сирии. Хан дает интервью средствам массовой информации о глобальном джихадистском движении.

## Книги
Книга Хана 2007 года была отмечена как "Выдающаяся научная работа" в журнале Choice: Current Reviews for Academic Libraries.
- Gordon M. Hahn. The Caucasus Emirate Mujahedin: Global Jihadism in Russia's North Caucasus and Beyond. — McFarland, 2014-09-24. — 345 с. — ISBN 978-1-4766-1495-3.
- Gordon Hahn. Russia's Revolution from Above, 1985-2000: Reform, Transition and Revolution in the Fall of the Soviet Communist Regime. — Routledge, 2018-04-27. — 1152 с. — ISBN 978-1-351-32618-6.
- Russia’s Islamic Threat (2007) - Yale[4][5][6].